# Воодушевление (эмоция)
Воодушевле́ние — эмоция, возникающая при наблюдении добродетельных поступков других людей, демонстрирующих выдающиеся моральные качества. Переживается как восхищение, сопровождающееся признательностью к человеку, демонстрирующему исключительное поведение. Воодушевление мотивирует тех, кто его испытывает, открываться другим, присоединяться к ним и помогать им. Вызывает оптимизм в отношении человечества в целом. Противоположная эмоция:  социальное отвращение.

## Обзор
Воодушевление определяется как эмоциональная реакция на моральную красоту. Связана с трепетом
и изумлением. Включает в себя как физические ощущения, так и мотивационные эффекты, которые человек испытывает после того, как стал свидетелем актов сострадания или проявления добродетели.
Психолог Джонатан Хайдт утверждает, что воодушевление является противоположностью социального отвращения, которое является реакцией на наблюдение «любого зверского поступка». Хайдт настаивает на том, что воодушевление стоит изучать, потому что мы не сможем полностью понять человеческую мораль, пока не сможем объяснить, как и почему на людей так сильно влияет вид незнакомцев, помогающих друг другу.
Цель позитивной психологии — добиться сбалансированной переоценки человеческой природы и человеческого потенциала. Позитивные психологи заинтересованы в понимании мотивов просоциального поведения, чтобы узнать, как побудить людей помогать друг другу и заботиться друг о друге и действовать альтруистически. Несмотря на то, что существует множество исследований об индивидуальных проявлениях альтруизма, количество исследований, посвящённых реакции человека на альтруизм других, на удивление невелико.

## Основные теории

### Третье измерение социального познания Хайдта
Хайдт утверждает, что воодушевление вызывает приятные ощущения, а также побуждает людей действовать более добродетельно. В своём объяснении воодушевления Хайдт описывает три аспекта социального познания:
- горизонтальный (солидарность)
- вертикальный (статус, власть)
- воодушевление против деградации

Горизонтальное измерение солидарности
Люди различных культур различаются в отношении привязанности и взаимных обязательств. Например, в разных культурах люди по-разному ведут себя по отношению к своим друзьям, чем по отношению к незнакомцам.
Вертикальное измерение иерархии, статуса или власти
Люди приводят свои социальные контакты в соответствие со статусом людей, с которыми они взаимодействуют.
Вертикальное измерение «возвышение против деградации» или «чистота против загрязнения».
Люди различаются по уровням духовной чистоты. Когда люди испытывают отвращение к определённому поведению, эта эмоция сообщает им, что кто-то другой движется вниз в этом третьем измерении. Хайдт определяет восхищение как противоположность отвращению, потому что наблюдение за тем, как другие поднимаются в третьем измерении, заставляет зрителя также чувствовать себя выше в этом измерении.

### Теория расширения и построения Фредриксона
Воодушевление является примером теории расширения и построения положительных эмоций Барбары Фредриксон, которая утверждает, что положительные эмоции расширяют сферу внимания и познания человека, а также создают ресурсы для будущего. Воодушевление заставляет человека испытывать восхищение альтруистом, а также повышает мотивацию помогать другим. Воодушевление часто распространяется среди людей, создавая восходящую спираль помощи, в которой люди наблюдая, как другие делают добрые дела, чувствуют возрастающее желание помочь другим.

## Основные эмпирические результаты

### Отличие от счастья
Исследования показали, что воодушевление вызывает комплекс физических ощущений и мотиваций, которые отличаются от тех, которые вызывают счастье. В лабораторных условиях воодушевление вызывали, демонстрируя студентам десятиминутный видеоклип о жизни Матери Терезы. В контрольной группе студентам показывали эмоционально нейтральный документальный фильм. Те, кто испытывал воодушевление, чаще сообщали о физических ощущениях тепла или покалывания в груди. Они также с большей вероятностью выражали желание помогать другим или общаться с ними, а также совершенствоваться, чтобы стать лучше. Было обнаружено, что счастье побуждает людей заниматься собственными делами, в то время как воодушевление, по-видимому, переключает внимание участников на других людей.

### Повышенный окситоцин у кормящих матерей
Дженнифер Сильверс и Джонатан Хайдт обнаружили, что воодушевление может повышать уровень окситоцина в организме, способствуя высвобождению этого гормона. В своём исследовании кормящие матери и их младенцы смотрели видеоклипы, которые вызывали либо воодушевление, либо веселье. Матери, которые смотрели ролик, вызывающий воодушевление, с большей вероятностью кормили грудью или обнимали своих детей. Эти действия связаны с окситоцином и, таким образом, предполагают возможный физиологический механизм, лежащий в основе чувства воодушевления.

### Поведение в интересах общества
Результаты двух исследований, проведённых Симоной Шналль и другими, показывают, что наблюдение за альтруистическим поступком повышает мотивацию действовать в интересах общества.
Так, Кит Кокс изучал студентов во время поездки на весенних каникулах и обнаружил, что те, кто сообщал о более сильных переживаниях воодушевления во время поездки, по возвращении домой охотнее выполняли волонтёрскую деятельность. Эти результаты показывают, что переживание воодушевления побуждают студентов стать волонтёрами в той области, в которой они почувствовали воодушевление.

## Приложения

### На рабочем месте
В исследовании 2010 года Микеланджело Вианелло, Элиза Мария Галлиани и Джонатан Хайдт обнаружили, что способность работодателя вдохновлять сотрудников на карьерный рост укрепляет позитивное отношение к работе и способствует честному поведению. Похоже, что сотрудники уделяют большое внимание моральному поведению своего начальства и положительно реагируют на проявление справедливости и моральной целостности. Такие проявления способствуют моральному возвышению и вызывают сильные положительные эмоции. Согласно этому исследованию, работодатели могут извлечь выгоду из положительных эффектов, связанных с повышением по службе, и должны стремиться поощрять к нему его подчинённых.

### Пропаганда альтруистического поведения
Исследование, проведённое в Кембриджском университете, показывает, что воодушевление приводит к увеличению альтруизма. В ходе исследования люди, испытывающие возвышение, с большей вероятностью добровольно участвовали в бесплатном исследовании и тратили в два раза больше времени, помогая экспериментатору выполнять утомительные задачи, по сравнению с теми, кто испытывал веселье или находился в нейтральном эмоциональном состоянии. Исследователи пришли к выводу, что наблюдение за альтруистическим поведением другого человека вызывает воодушевление, что, в свою очередь, приводит к ощутимому усилению альтруизма. Согласно этим результатам, лучший метод стимулирования альтруистического поведения у других является личный пример.

## Эмоции воодушевления у других видов
В научном сообществе ведутся споры о том, является ли восхищение уникальной человеческой эмоцией. Приматолог Джейн Гудолл утверждает, что животные способны испытывать трепет, восхищение и удивление. Гудолл жила среди диких шимпанзе в Танзании, наблюдая за ними 45 лет. Несколько раз она была свидетелем признаков повышенного возбуждения у шимпанзе, наблюдавших за водопадами или сильными ливнями. В таких случаях шимпанзе демонстрировали особое поведение, ритмично покачиваясь с одной ноги на другую, топая ногами по воде и бросая камни. Гудолл постулирует, что такие проявления являются предшественниками религиозного ритуала и вызваны чувствами, близкими к восхищению.